# Александар Поповић Зуб
Александар (Аца) Поповић Зуб (Рума, 13. март 1828 / 1829 — Будимпешта, 29. јун 1894) српски је књижевник, преводилац и новинар.

## Биографија
Александар је рођен у Руми, 13. марта 1828 / 1829. године у свештеничкој породици. Школовао се у Карловцима, Печују и Сегедину где је завршио Лицеј. Као ђак у Сегедину био је плаховити вођа својих земљака. Изучавао је право у Пешти, Бечу и Прагу. У детињству је играо у дечјим аматерским позоришним представама. Као одушевљени родољуб учествовао је ратним сукобима у Српском покрету 1848—1849. године. Због неких ексцеса морао је као војник принудно служити неколико година у Галицији.
Јавља се као сарадник забавника Фрушкогорци, у којем 1854. објављује више краћих превода. Преводио је Бајрона и Шекспира. Величао је Бајрона 1852. године у свом делу Добар домаћин, Земун. Објавио је свој превод спев Џенет (Рај) 1867. године у Новом Саду. Живео је 1868. године у Лединцима; тада га својом одлуком Матица српска не прима за свог члана.
Преузео је од Змаја и уређивао (некадашњи Рајковићев) хумористички лист Комарац (1863—1864). У њему је уз увредљиве карикатуре, од стране уредника Зуба форсиран јетки и пакосни хумор. Сарађивао је без икаквог потписа у Змајевом књижевном часопису Јавору.
Познат је по агресивним памфлетима „клерикалног и царско-славјанофилског карактера”. Био је зато један од сведока на суђењу „раскнеза” Александра Карађорђевића одржаном у Пешти 1869. године. Поповић је по наруџбини свог пријатеља Стевана Андрејевића из Земуна написао 1865. године једну прокламацију. Исту је штампао у Новом Саду код Игњата Фукса, а била је намењена српском народу који позива на свргавање са власти тадашњег српског кнеза Михаила Обреновића.
Полемисао је као уредник Србобрана са Августом Шеноом и кругом око хрватског листа Позор. Нападао је Пољаке, са русофилских позиција. Када се разишао са српским народњацима, писао је о бившим саборцима неповољно. Подржавао га је Змај, а он је бранио од напада Јакова Игњатовића. Шездесетих година 19. века постаје активни сарадник клерикалних листова и члан Конзервативне странке. Први део аутобиграфских записа објавио је у новинама 1890. године. У својој аутобиографској књизи Успомене II (Будимпешта, 1893) нападао је Светозара Милетића и лист Србски дневник. Критиковао је свесловенство Милетића као штетни по Србе идеализам. Подсмевао се савременицима Лази Костићу, Ђури Даничићу и Јовану Ђорђевићу. Уживао је подршку аустријског царског режима. Новосадски радикали написали су поводом његове смрти: „Иако је имао доста дара од тог његовог дара народ није имао никакве користи”.
После боравка у Лавову, постао је званични преводилац за словенске језике у мађарској влади. Живео је у Будимпешти где је радио као државни чиновник у Одељењу за штампу. Говорио је наводно све словенске језике.
Умро је у 66. години, 18/29. јуна 1894. године у Будимпешти. Сахрањен је на гробљу у Будиму. Био је ожењен са Наном, са којом није имао деце.